# نيل كوهن
نيل كوهن (بالإنجليزية: Neil Cohen)‏ (12 سبتمبر 1955 بدالاس في الولايات المتحدة - ) هو لاعب كرة قدم أمريكي في مركز الدفاع. شارك مع منتخب الولايات المتحدة لكرة القدم. أما مع النوادي، فقد لعب مع سان خوزيه إيرث كويكس ودالاس تورنايدو وHouston Summit ‏ وتلسا رافنكس وبالتيمور بلاست ‏ وDenver Avalanche ‏ وسَانت لويس ستيمرز ‏ وDallas Americans ‏ وDallas Sidekicks (1984–2004) ‏.

## وصلات خارجية
- نيل كوهن على موقع ناشيونال فوتبول تيمز (الإنجليزية)